# Miezemauzen
Miezemauzen of Muschkater is een kaartspel dat in Nederland voor 1940 erg populair was. Het is van oorsprong een Duits spel.

## Algemeen spelverloop
Twee tot zes spelers starten het spel met een vastgesteld aantal punten; degene die als eerste op nul (of lager) komt, wint het spel. Puntenaftrek kan bereikt worden door een 'slag' te halen; als er geen 'slag' gehaald wordt (nat) worden er juist extra punten opgeteld.
Bij het behalen van 'met de kat' is het spel direct beëindigd. Dit houdt in dat een speler bij het delen vijf kaarten van dezelfde kleur in handen krijgt.

## Taalkundige betekenis
Het woord 'miezemauzen' verwijst ook naar 'op een wrevelige wijze met elkaar omgaan'.